# Åsa Stenberg
Åsa Linnéa Stenberg, ogift Jakobsson, född 21 november 1946 i Örebro Sankt Nikolai församling, är en svensk socialdemokratisk politiker, som mellan 1994 och 1998 var riksdagsledamot för Stockholms läns valkrets.
Hon valdes till ordförande för socialdemokraterna i Sollentuna 1995.